# El Camino Angosto
El Camino Angosto és una concentració de població designada pel cens dels Estats Units a l'estat de Texas. Segons el cens del 2000 tenia 254 habitants.

## Demografia
Segons el cens del 2000, El Camino Angosto tenia 254 habitants, 64 habitatges, i 57 famílies. La densitat de població era de 265,1 habitants per km².
Dels 64 habitatges en un 50% hi vivien nens de menys de 18 anys, en un 75% hi vivien parelles casades, en un 9,4% dones solteres, i en un 10,9% no eren unitats familiars. En el 7,8% dels habitatges hi vivien persones soles el 4,7% de les quals corresponia a persones de 65 anys o més que vivien soles. El nombre mitjà de persones vivint en cada habitatge era de 3,97 i el nombre mitjà de persones que vivien en cada família era de 4,19.
Per edats la població es repartia de la següent manera: un 35% tenia menys de 18 anys, un 9,4% entre 18 i 24, un 31,9% entre 25 i 44, un 15,4% de 45 a 60 i un 8,3% 65 anys o més.
L'edat mediana era de 28 anys. Per cada 100 dones de 18 o més anys hi havia 89,7 homes.
Entorn del 28,1% de les famílies i el 44,7% de la població estaven per davall del llindar de pobresa.

## Poblacions properes
El següent diagrama mostra les poblacions més properes.